# Дибругарх
Дибругарх (ассам. ডিব্ৰুগড়, англ. Dibrugarh) — город в индийском штате Ассам, административный центр одноимённого округа.

## География
Расположен на берегах реки Брахмапутра, в 435 км к северо-востоку от Гувахати. Абсолютная высота — 93 метра над уровнем моря.

## Население
По оценночным данным на 2013 год численность населения составляет 121 272 человека. Это третий по величине город штата после Гувахати и Силчара.
Динамика численности населения города по годам:
| 1991    | 2001    | 2013    |
| ------- | ------- | ------- |
| 120 127 | 121 893 | 121 272 |

## Экономика
Дибругарх — центр важного региона произрастания чая. Развита нефтяная промышленность и переработка чая. Имеются предприятия целлюлозно-бумажной отрасли и по производству шёлка.

## Транспорт
Имеется железнодорожная станция (одна из самых восточных в Индии) и аэропорт, обслуживающий рейсы из Дели, Калькутты и Гувахати. Удобное автобусное сообщение с крупными городами страны, развит паромный транспорт по Брахмапутре.